# Anni Schaad
Anni Schaad (geb. Lang, * 10. Dezember 1911 in Stuttgart; † 20. Dezember 1988 in Stuttgart) war eine Schmuckdesignerin und Unternehmerin. Sie ist die Gründerin der Modeschmuckwerkstatt langani, deren Name sich aus einer Kombination von ihrem Mädchen- und Vornamen herleitet.

## Leben und Karriere
Anni Schaad war Tochter des Malers, Möbel- und Textildesigners Paul Lang-Kurz und von Minna Lang-Kurz, ebenfalls Textildesignerin. Ihre Schwestern sind die Modefotografin Regina Relang und die Fotografin Urs Lang-Kurz.
Anni Schaad studierte an der Kunstgewerbeschule in Stuttgart und dann in Wien bei Josef Hoffmann an der Wiener Werkstätte. Es folgte ein weiteres Studium an der Staatsschule für angewandte Kunst in München bei Josef Hillerbrand.
1952 gründete sie ihre eigene Schmuckwerkstatt, die ab 1954 den Namen langani führte. Von
1969 bis 1989 arbeitete die Werkstatt mit dem Pariser Modehaus Louis Féraud zusammen und entwarf den Schmuck für dessen Haute-Couture- und Prêt-à-porter-Kollektionen.
1972 erhielt Anni Schaad im Rahmen der internationalen Handwerksmesse München den Bayerischen Staatspreis mit Goldmedaille verliehen, für »hervorragende Leistungen auf dem Gebiet des Modeschmucks«. 1976 erhielt sie auch den Staatspreis Gestaltung Kunst Handwerk des Landes Baden-Württemberg.
Anni Schaad war mit dem Filmschnittmeister Rudolf Schaad verheiratet. Dieser beendete in den 1950er Jahren seine Filmkarriere und wurde kaufmännischer Leiter von langani. Das Ehepaar hatte vier Kinder: Katharina (geb. 1937), Annette (geb. 1939), Susanne (geb. 1945) und Michael (geb. 1955).